# Пшеводовиці
Пшеводовиці (пол. Przewodowice) — село в Польщі, у гміні Рава-Мазовецька Равського повіту Лодзинського воєводства.
Населення — 102 особи (2011).
У 1975-1998 роках село належало до Скерневицького воєводства.

## Демографія
Демографічна структура станом на 31 березня 2011 року:
|          | Загалом | Допрацездатний вік | Працездатний вік | Постпрацездатний вік |
| -------- | ------- | ------------------ | ---------------- | -------------------- |
| Чоловіки | 46      | 7                  | 30               | 9                    |
| Жінки    | 56      | 12                 | 28               | 16                   |
| Разом    | 102     | 19                 | 58               | 25                   |